# NGC 5430
NGC 5430 é uma galáxia espiral barrada (SBb) localizada na direcção da constelação de Ursa Major. Possui uma declinação de +59° 19' 44" e uma ascensão recta de 14 horas, 00 minutos e 45,6 segundos.
A galáxia NGC 5430 foi descoberta em 17 de Março de 1790 por William Herschel.